# غراهام كراب
غراهام كراب (بالإنجليزية: Graham Crabb)‏ هو طبال وموسيقي وكاتب أغاني بريطاني، ولد في 10 أكتوبر 1964.

## وصلات خارجية
- غراهام كراب على موقع IMDb (الإنجليزية)
- غراهام كراب على موقع ميوزك برينز (الإنجليزية)
- غراهام كراب على موقع أول ميوزيك (الإنجليزية)
- غراهام كراب على موقع ديسكوغز (الإنجليزية)